# Paolo Emilio Rondinini
Paolo Emilio Rondinini (ur. w 1617 w Rzymie, zm. 16 września 1668 tamże) – włoski kardynał.

## Życiorys
Urodził się w 1617 roku w Rzymie, jako syn Alessandra Rondininiego i Felice Zacchii (córki Laudivia Zacchii). Studiował na Uniwersytecie w Perugii, gdzie uzyskał doktorat. Po studiach został klerykiem, a następnie pełniącym obowiązki skarbnika generalnego Kamery Apostolskiej. 13 lipca 1643 roku został kreowany kardynałem diakonem i otrzymał diakonię Santa Maria in Aquiro. 5 maja 1653 roku został wybrany biskupem Asyżu, a dwadzieścia dni później przyjął sakrę. 30 kwietnia 1668 roku został podniesiony do rangi kardynała prezbitera i otrzymał kościół tytularny Sant’Eusebio. Zmarł 16 września tego samego roku w Rzymie.